# Otto von Greyerz
Otto von Greyerz, né le 6 septembre 1863 à Berne et mort le 8 janvier 1940 dans la même ville, est un germaniste et pédagogue suisse, également écrivain et poète en dialecte bernois.

## Biographie

### Origines et famille
Otto von Greyerz naît le 6 septembre 1863 à Berne. Il est originaire du même lieu. Son père, Otto Wilhelm Aimé von Greyerz, qui passe son enfance dans le sud de l'Allemagne, est pasteur à l'Église du Saint-Esprit de Berne ; sa mère est née Pauline Luise Locher. Il a un frère, Karl von Greyerz (de), pasteur antimilitariste.
Il épouse en 1896 Luise Karoline Alice Schorr.

### Études et parcours professionnel
Il fait des études de langue et littérature allemandes aux universités de Göttingen et de Berlin, puis passe son examen de maître de gymnase en 1886. Il obtient l'année suivante un doctorat avec une thèse portant sur les relations entre Béat Louis de Muralt et les littératures allemande et française des XVIIe et XVIIIe siècles.
Après avoir complété sa formation à Paris, il enseigne au Robert College de Constantinople de 1888 à 1891, puis au gymnase municipal de Berne jusqu'en 1907 et enfin à l'école nouvelle de Glarisegg, près de Steckborn jusqu'en 1915.
Il devient ensuite enseignant au séminaire de formation des maîtres secondaires, avant d'être nommé professeur de méthodologie de l'enseignement de l'allemand, ainsi que de langue et littérature de la Suisse alémanique à l'Université de Berne, d'abord comme professeur extraordinaire en 1916, puis comme professeur ordinaire en 1921. Il reste à ce poste jusqu'en 1933.

### Méthodologie de l'enseignement de l'allemand
Il s'attelle, dans la recherche et dans ses cours, à réformer l'enseignement de l'allemand, prônant une méthode qui, partant du dialecte, privilégie la compétence linguistique plutôt que l'apprentissage par cœur et la littérature elle-même plutôt que son histoire. Son objectif est d'amener progressivement les enfants de leur dialecte à l'usage de la langue écrite.
Il considère l'expérience comme le fondement méthodologique de l'apprentissage et répand l'idée d'un enseignement de l'allemand comme moyen d'éducation nationale.

### Parcours littéraire
Porte-parole de la poésie en dialecte bernois, il édite un recueil de chansons populaires intitulé Im Röseligarte en 1908 et écrit des pièces en dialecte, notamment Ds Schmockerlisi en 1917, et des poèmes en prose.
Il cofonde le 26 août 1915 le théâtre amateur Berner Heimatschutz-Theater, qu'il dirige jusqu'à sa mort.
Il écrit également des manuels scolaires et des critiques littéraires pour Der Bund.

### Autres activités
Il fonde la section bernoise du Patrimoine suisse et apporte son soutien au jeune mouvement des universités populaires.
Il dirige pendant des années la section bernoise de la Société suisse pour la langue allemande (de).

### Décès et sépulture
Il meurt le 8 janvier 1940 à Berne. Ses obsèques ont lieu trois jours plus tard, dans l'église de la Nideck.
Sa tombe est dans le cimetière de la Schosshalde.

## Hommages
Une médaille commémorative est frappée en son honneur l'année de son décès.
Un hommage lui est rendu en 1963, 100 ans après sa naissance, au Théâtre municipal de Berne.

## Œuvres

### Linguistique, pédagogie et autres
- (de) Deutsche Sprachschule für Berner, Berne, 1900
- (de) Jakob Bächtold et Otto von Greyerz, Deutsches Lesebuch für höhere Lehranstalten der Schweiz (en deux volumes), Frauenfeld, Huber & Co., 1904-1905, 326 p.

- (de) Der Deutschunterricht als Weg zur nationalen Erziehung : Eine Einführung für junge Lehrer., Leipzig et Berlin, J. Klinkhardt, 1914, 382 p.
- (de) Sprachpillen, Berne, A. Francke (de), 1938, 168 p.[11]
- (de) Sprachillen: Neue Folge, Berne, A. Francke (de), 1940, 128 p.
- (de) Die Mundartdichtung der deutschen Schweiz geschichtlich dargestellt, Frauenfeld, Huber, 1924, 116 p.
- (de) Sprache - Dichtung - Heimat : Studien, Aufsätze und Vorträge über Sprache und Schrifttum der deutschen Schweiz und der östlichen deutschen Alpenländer., Berne, A. Francke (de), 1933, 424 p.[12]

### Recueil de poésies
- (de) Im Röseligarte : Schweizerische Volkslieder  (ill. Rudolf Münger) (en six volumes), Berne, A. Francke (de), 1908 - 1925, 488 p.[13],[14],[15]

### Pièces de théâtre
- Festspiel zur Feier der ersten fünfzig Jahre der Berner Liedertafel, 1895
- Der Bazar, 1896
- Anne Bäbi Jowäger, 1897 (d'après Jeremias Gotthelf)
- Das Märchen von Wind und Sonne, 1897
- E strube Morge, 1897
- Vatter und Suhn, 1898
- Ds Gongstangsse ou Ds Gonstance, 1898
- Das Wasser, 1898
- Der Loggateer ou Der Locataire 1899
- Die Schweizergarde in Paris 1792, 1899
- Der Napolitaner, 1901[16]
- Der schön Herr Nägeli, 1901
- Herz ist Trumpf!, 1904
- D’Revolution im Ryffligässli, 1905
- Knörri und Wunderli oder Hei Si, wei Si, cheu Si, 1906
- Vor em Bazar oder Die italiänischi Reis, 1911
- Im Tram, 1911 et 1921
- Ds Häberli’s Pudi, 1911
- Der Weltverbesserer, 1912
- Der Chlupf, 1913
- Ds Schmocker Lisi, 1917[17],[18]
- Lasst hören aus alter Zeit, 1920
- Nume das nid!, 1924
- Juvenis, 1935

## Fonds d'archives
Ses archives sont conservées à la Bibliothèque de la Bourgeoisie de Berne.